# Área de Conservação da Paisagem de Verijärve
A Área de Conservação da Paisagem de Verijärve é um parque natural situado no condado de Võru, na Estónia.
A sua área é de 81 hectares.
A área protegida foi designada em 1958 para proteger Verijärv e os seus arredores. Em 2015, a unidade de conservação foi reformulada para área de preservação paisagística.